# Rudi Klarič
Rudi Klarič, slovenski duhovni učitelj, publicist in predavatelj ter nekdanji televizijski snemalec, direktor fotografije, režiser, scenarist in reporter, * 8. september 1939, Gerovo, Hrvaška, † 5. november 2022.
Rodil se je slovenskim staršem. Vojno je kot majhen otrok preživel v Kostelski dolini.
Kot snemalec je delal na RTV Slovenija (nekdaj TV Ljubljana), kjer je ustvaril kratke dokumentarne filme in serijo, ki jo je na ladjah Splošne plovbe posnel na poti okoli sveta.
Bil je v stalnem konfliktu z jugoslovansko oblastjo, kar se je stopnjevalo do njegove odpustitve z nacionalne TV leta 1983, zaradi česar se je preusmeril v snemanje predstavitvenih filmov za jugoslovansko industrijo.
Leta 1991 se je v Ljubljani srečal z Aiping Wang in posnel njene či gong tretmaje. Bil je njen predstavnik, od leta 1992 pa razvija in poučuje lastno energijsko metodo sem&vem, ki je blagovna znamka njegovega podjetja Cultura Europaea. Bil je tudi lastnik zavoda Vest. Zadnja leta je predstavljal Prebujevalnico, multimedijski prostor za ogled multimedijskih vsebin. Bil je večinski lastnik produkcijskega podjetja Cultura Europaea, ki ga je imel s svojo izvenzakonsko partnerko.
Živel je v Podgozdu pri Igu.

## Delo snemalca in reporterja
Na RTV je delal med letoma 1957 in 1983. Začel je kot tehnik, nato je bil snemalec in reporter.

### 1970-ta leta
Bil je član Društva kranjskih filmskih delavcev, ki je združeval profesionalce in priznane amaterje. Na poti okrog sveta na slovenskih trgovskih ladjah Ljubljana in Portorož je za TV Ljubljana posnel televizijsko nanizanko Človek brez meja. Prvih šest oddaj je govorilo o pomorstvu in pomorščakih, prva od njih pa o poti linijske trgovske ladje, ki je v pol leta obplula zemljo in se vrnila v luko. Posnel je tudi pet glasbenih reportaž, ki so bile tudi zaključek te 23 delne serije.
Njegov sopotnik na potovanjih na Nordkap in s čolnom na Dunaj je bil Tone Fornezzi - Tof.

### 1980-ta leta
Leta 1982 je na TV Ljubljana v okviru dokumentarno feljtonske redakcije urejal oddajo Mali ekran, posvečeno posnetkom amaterjem, kar je bila takrat novost.

## Ukvarjanje z duhovnostjo in afera Aiping Wang
V 90. letih je bil tiskovni predstavnik takrat še priljubljene energijske zdravilke Aiping Wang. Leta 1992 je bila v Sloveniji priprta ker naj bi nagovarjala sladkorne bolnike k opustitvi inzulina, zaradi česar naj bi trije skoraj umrli (kasneje jo je višje sodišče oprostilo obtožb, leta 1998 pa je bila na njeni seansi v Kranju dvorana skoraj prazna). Klarič je pozornost medijev označil za zahrbtni napad na osebo, ki je dokazala zdravilne učinke svoje metode. Potem je začel delovati sam.
Konec 90. let in v začetku novega tisočletja je imel o svoji metodi TV oddaje Kako biti zdrav in zmagovati na Loka TV in VTV ter S.E.M na GTV.

## Videi
- Človek brez meja[5]
- Šola či gong metode Wang Aiping
- Zgodovina Slovencev v filmskih freskah : razvojno raziskovalni program retrospektiva avtorskih del Rudija Klariča, 1994 in 2009
- Potuj z mano, 2006
- Varovalna energijska metoda: alkohol, debelost, rak. Podgozd : Cultura europaea. 2008. (COBISS)
- Varovalni način življenja. Alkohol, debelost, rak. Podgozd : Cultura Europaea, 2008. (COBISS)
- Varovalni način življenja. Možgani in živci. Podgozd : Cultura Europaea, 2011. (COBISS)